# Gatmaimó
El gatmaimó (Dioscorea communis) és una espècie de planta dins la família Dioscoreaceae que és l'espècie d'aquesta família àmpliament estesa a Europa. És habitual a les canals ombrívoles del massís de Montserrat.

## Descripció
És una planta enfiladissa herbàcia que fa de 2 a 4 m d'alt. Les fulles són glabres i tenen una disposició en espiral i tenen forma de cor, de 10 cm de llargada i 8 cm d'amplada amb un pecíol de 5 cm de llarg. És dioica amb plantes mascles i femelles en plantes separades. Les flors són poc vistoses de color groc verdós, de 3 a 6 mm de diàmetre amb sis pètals. Les flors masculines es fan en racems prims de 5 a 10 cm i les flors femenines en grups més curts. El fruit és una baia roig brillant primer i després negra, d'1 cm de diàmetre. Els tubercles són força grossos i com la resta de la planta són verinosos. S'havia usat com a planta medicinal en afeccions de la pell però és d'ús perillós. Fàcilment provoca dermatitis

## Distribució
Dioscorea communis és nativa d'Europa, nord-oest d'Àfrica i oest d'Àsia.

## Hàbitat
És una planta típica del sotabosc que es troba del nivell de la mar fins a les muntanyes normalment en boscos densos però també n'hi ha en prats i bardisses.

## Galeria

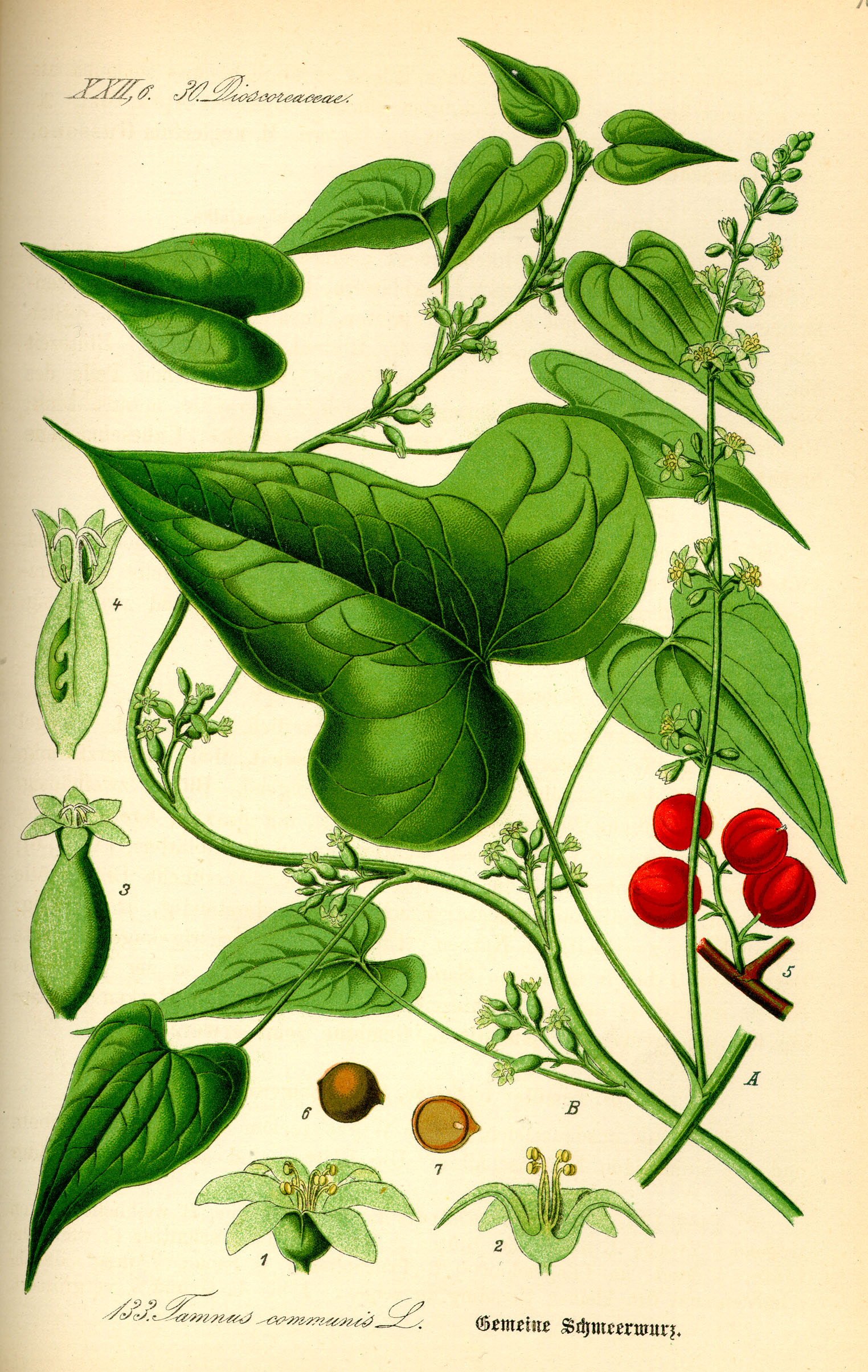
De Flora von Deutschland, Österreich und der Schweiz 1885
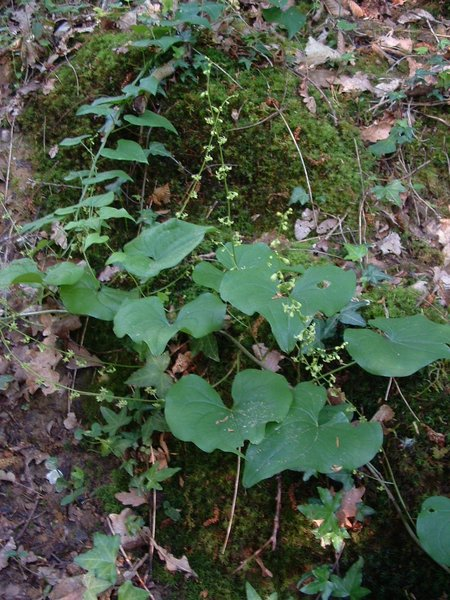
Planta de Dioscorea communis
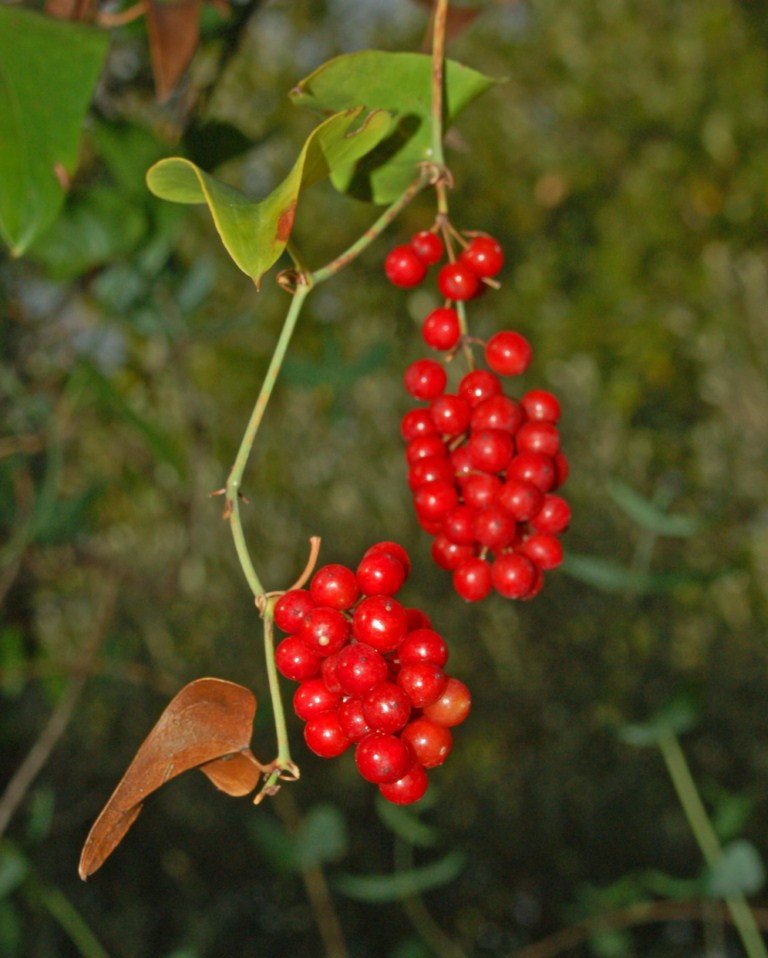
Fruits de gatmaimó
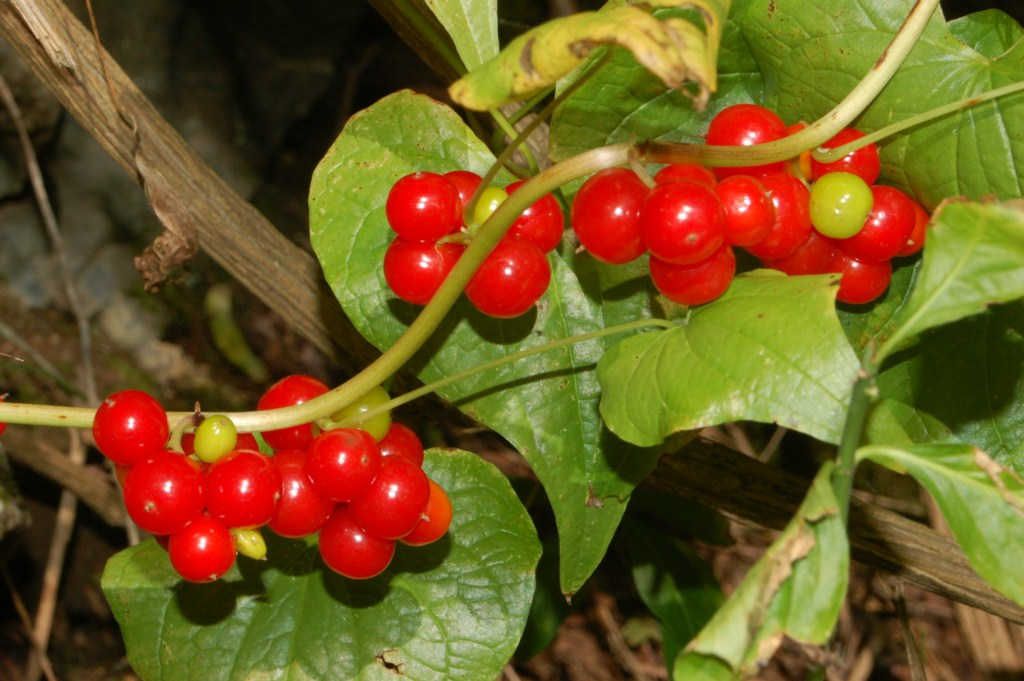
Fruits de gatmaimó
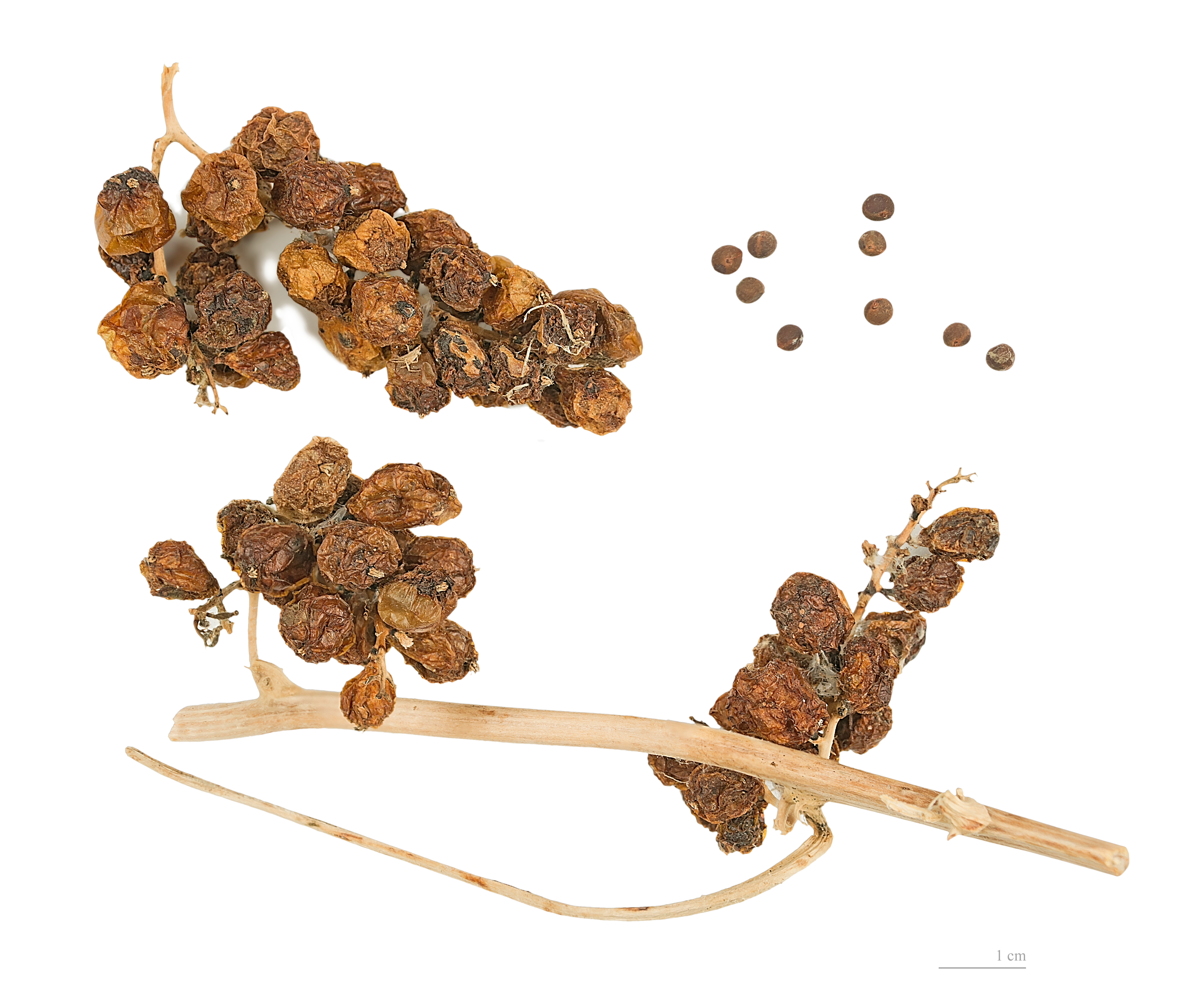
Fruits i llavors